# GamePro
GamePro è stata una rivista mensile statunitense, che si occupava di videogiochi. È stata fondata nell'aprile 1989, ed è stata pubblicata anche in Inghilterra.